# ルヴァロワ光学精機社
ルヴァロワ光学精機社（Société Optique et Précision de Levallois, S.A. 、OPL）は1919年にフランスのパリ郊外ルヴァロワに設立された光学精密機器のメーカーである。
第二次世界大戦前は測距儀や照準器等の軍用光学兵器、医療用や科学用光学機器を製造していた。
1932年（昭和7年）に日本海軍がライセンス生産を狙って試験的に光像式照準器を輸入した。結果として不採用となったものの、これ以後日本では"OPL"が光像式照準器の代名詞となっている。
後にカメラ生産を計画し1938年には設計したが第二次世界大戦により中止され、フォカを実際に発売できたのは1945年であった。その後1960年代まで製造したものの撤退している。
1964年12月ベルチオ光学機械社と合併しSOPEM（Société d'Optique, Précision Electronique et Mécanique ）、のちSOPELEM（Société d'Optique Précision ELEctronique et Mécanique ）となっている。